# Гринчук Юрій Петрович
Ю́рій Петро́вич Гринчу́к (нар. 18 грудня 1971 — 14 липня 2015) — старшина Збройних сил України, учасник російсько-української війни.

## Життєпис
Народився 1971 року в селі Грушківці Вінницької області. Закінчив середню школу, Гущинецьке ПТУ № 32. Проходив строкову військову службу в лавах ЗСУ. Мешкав у селі Грушківці (Калинівський район).
Мобілізований 13 серпня 2014 року, старшина; військовослужбовець 54-го окремого гвардійського розвідувального батальйону.
Загинув 14 липня 2015-го під час мінометного обстрілу терористами опорного пункту біля смт Ленінське Донецької області.
Похований у селі Грушківці Калинівського району.
Без Юрія лишилися дружина та дві доньки — 1996 р.н. й 2004 р.н.

## Нагороди та вшанування
За особисту мужність, сумлінне та бездоганне служіння Українському народові, зразкове виконання військового обов'язку відзначений — нагороджений
- нагороджений орденом «За мужність» ІІІ ступеня (4.2.2016, посмертно)
- в грудні 2016-го відкрито меморіальну дошку випускникам Гущинецького ВПУ № 32 — Юрію Гринчуку та Олександрові Мартинюку.